# ZIS-151
Der ZIS-151 (russisch ЗИС-151) war ein allradgetriebener dreiachsiger Lastwagen aus der Produktion des sowjetischen Herstellers Sawod imeni Stalina, der ab 1948 in Serie gebaut wurde. Er war der Nachfolger des ZIS-6 und verschiedener Importfahrzeuge. Im Zuge der Entstalinisierung wurde das Fahrzeug 1956 in ZIL-151 umbenannt und schließlich zwei Jahre später durch den ZIL-157 ersetzt.

## Fahrzeuggeschichte

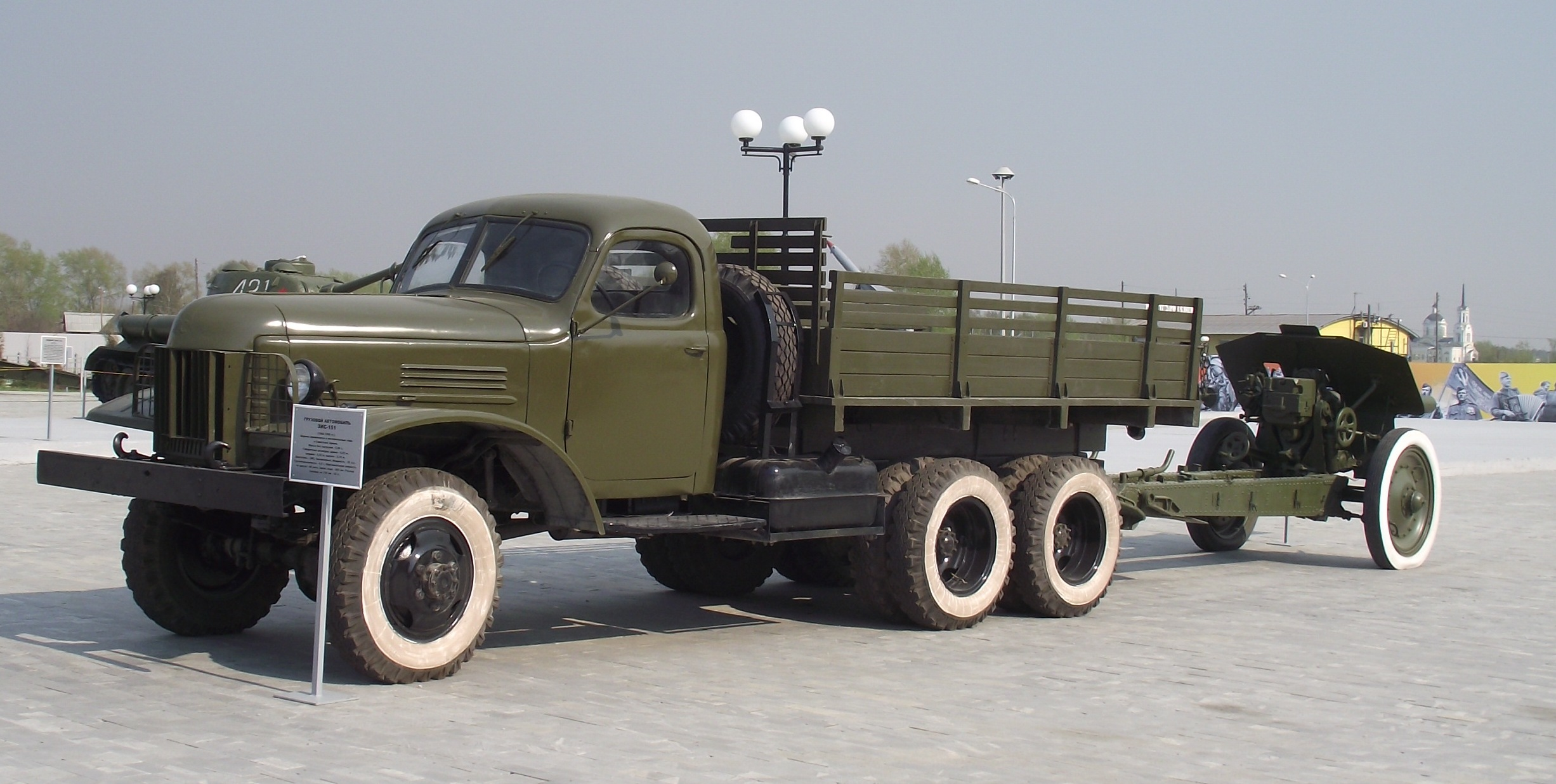
ZIS-151 in einem polnischen Museum

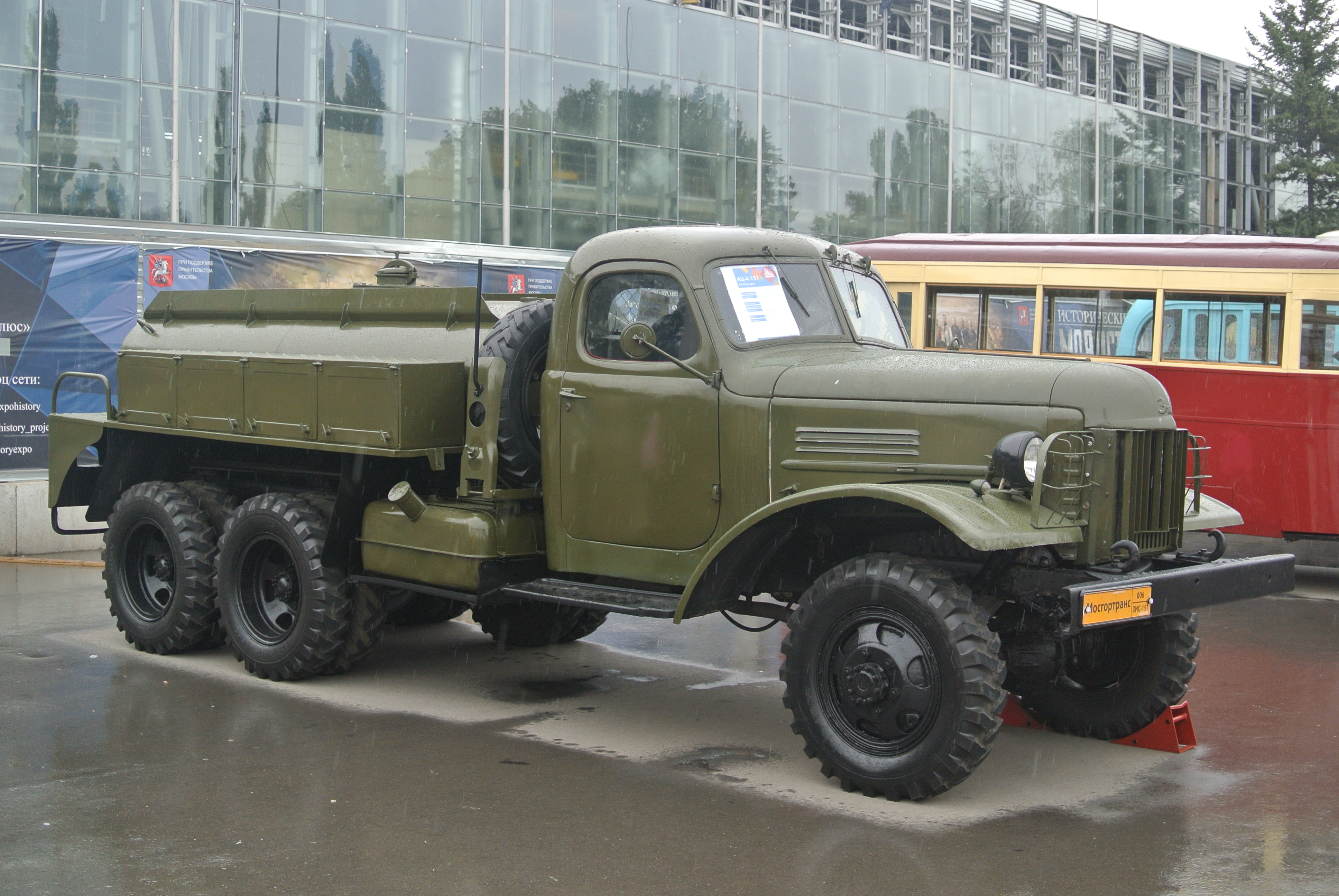
Tankwagen AZ-4-151 auf Basis des ZIS-151 auf einer Ausstellung in Moskau (2015)

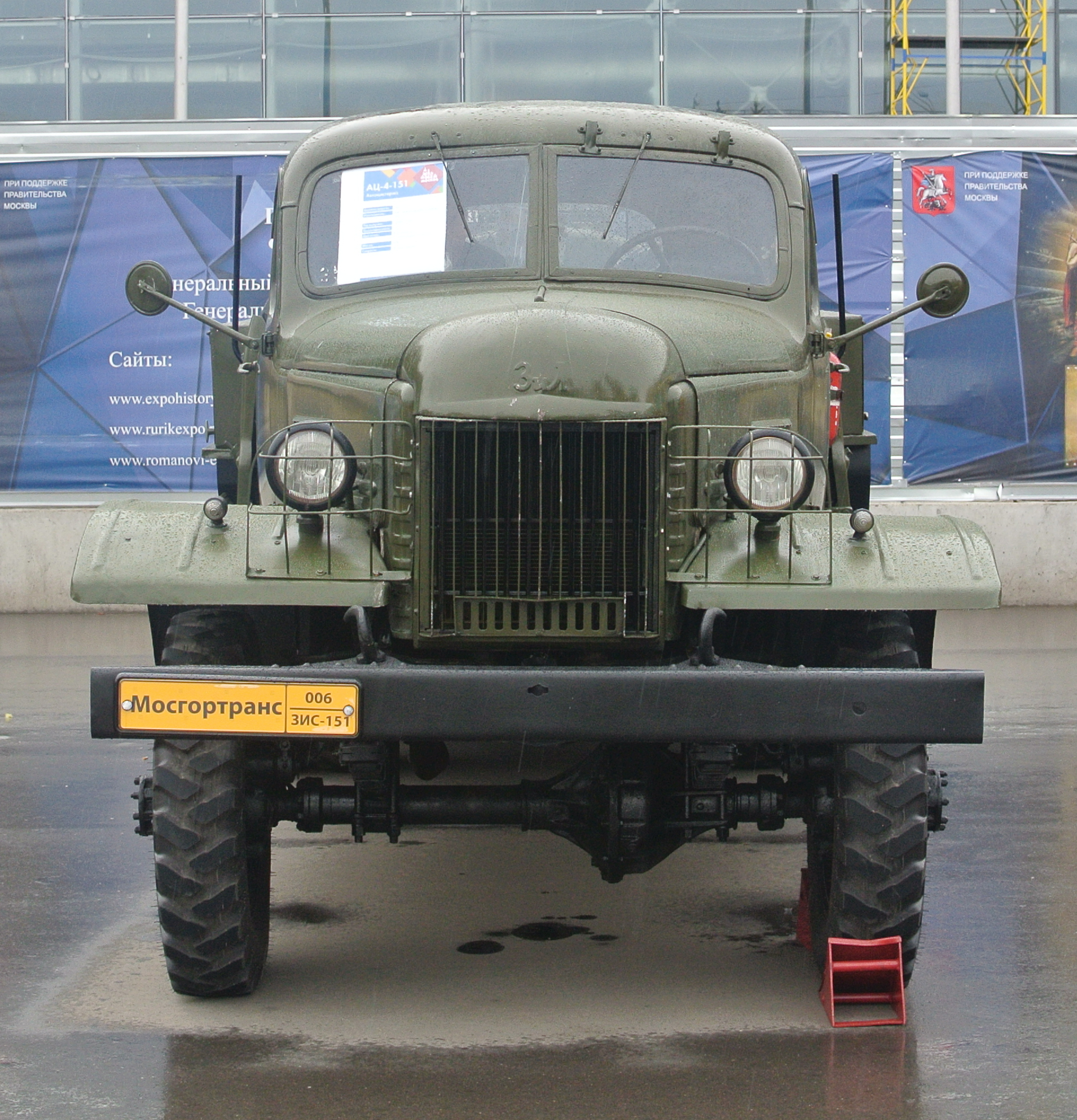
Frontansicht des Tankwagens, charakteristisch sind die dünnen Streben des Kühlergrills (2015)

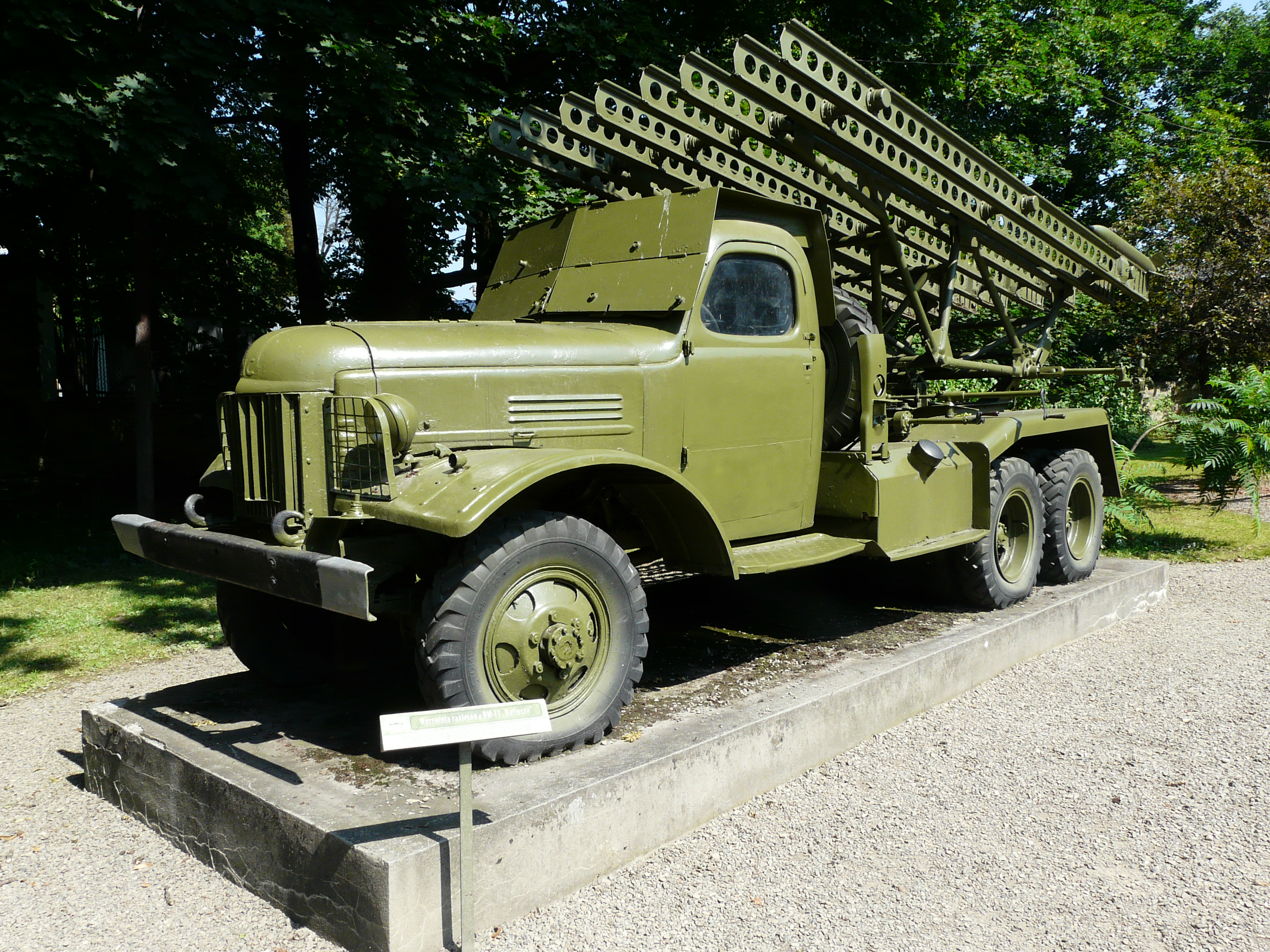
Geschosswerfer BM-13-16 auf dem Fahrgestell eines ZIS-151 (2012)

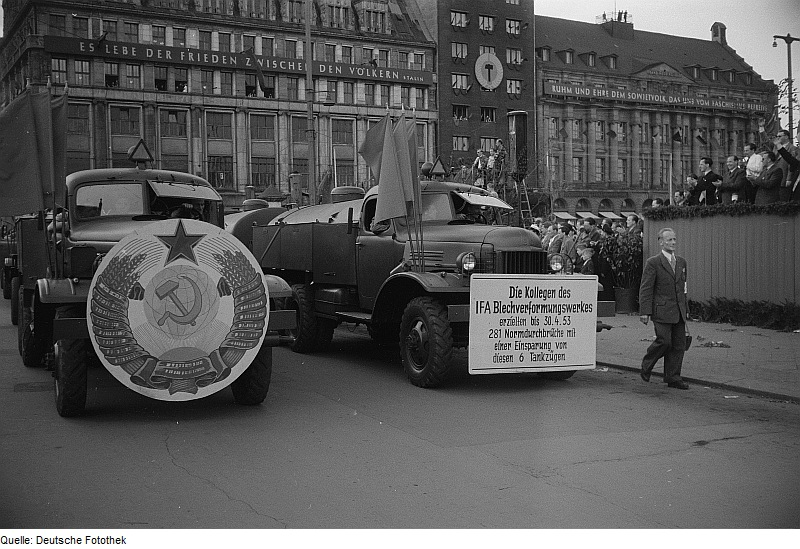
Zwei ZIS-151 bei einer Kundgebung zum 1. Mai 1953 in Leipzig

Die Entwicklung des ZIS-151 geht zurück auf den GAZ-33. Dieser Prototyp eines dreiachsigen und allradgetriebenen Lastwagens basierte auf dem GAZ-MM und wurde 1946 im Zusammenhang mit der Entwicklung des GAZ-63 vom Gorkowski Awtomobilny Sawod konstruiert. Zu einer Serienfertigung kam es nicht, stattdessen gingen Dokumentation und Prototyp an das Sawod imeni Stalina (ZIS) nach Moskau. Hier wurde nach einem Lastwagen gesucht, der die Vorkriegskonstruktion des ZIS-6 ebenso wie diverse Importfahrzeuge ersetzen konnte. Letztere waren, wie zum Beispiel der Studebaker US6, im Zuge des Leih- und Pachtgesetzes im Zweiten Weltkrieg in die UdSSR gekommen.
Bei ZIS wurde die Kabine des Prototyps durch eine modernere vom ZIS-150 ersetzt. Das diente nicht nur der Modernisierung, sondern auch der Vereinheitlichung der Lastwagen. Im Sommer 1947 präsentierte das Werk zwei unterschiedliche Prototypen. Der ZIS-151-1 wurde rundum mit Einzelbereifung ausgestattet, was insbesondere auf befestigten Straßen bessere Fahrleistungen erlaubte. Der ZIS-151-2 dagegen wurde an den Hinterachsen doppelt bereift, was das Vorankommen in nassen und sumpfigen Gebieten verbesserte. Da die Sowjetarmee geplanter Hauptabnehmer war und sie gesteigerten Wert auf die Geländetauglichkeit des neuen Lastwagens legte, wurde schlussendlich der ZIS-151-2 für die Serienfertigung vorgesehen.
Der erste ZIS-151 aus der Serienfertigung lief im April 1948 vom Band, wobei die planmäßige Großserienproduktion erst am 8. Oktober 1948 einsetzte. Im Laufe der Zeit wurden immer wieder Details an den Fahrzeugen geändert. 1950 wurde dazu übergegangen, die Fahrerkabinen in Ganzmetallbauweise herzustellen. Zuvor waren Teile noch aus Holz gefertigt worden, da es an Stahlblech mangelte. In den Jahren 1952 und 1953 gab es Verbesserungen am Bremssystem. Etwa in diesem Zeitraum wurde der Vergaser durch ein anderes Modell ersetzt, wodurch die Motorleistung auf 98 PS (72 kW) gesteigert werden konnte.
Im Jahr 1956 wurde im Zuge der Entstalinisierung das „Sawod imeni Stalina (ZIS)“ in „Sawod imeni Lichatschowa (ZIL)“ umbenannt. Folgerichtig benannte man auch den ZIS-151 in ZIL-151 um. Diesen Namen behielt das Fahrzeug, bis die Produktion am 18. September 1958 zu Gunsten des Nachfolgers ZIL-157 eingestellt wurde.
Auch in die DDR wurde der ZIS-151 importiert und insbesondere ab 1956 bei der NVA eingesetzt.

## Modellvarianten
Auf dem Fahrgestell des ZIS-151 basieren zahlreiche andere Fahrzeuge. Die folgende Liste erhebt keinen Anspruch auf Vollständigkeit und soll lediglich einen Überblick geben.
- ZIS-151 – Basisversion mit Pritsche
- ZIS-151A – Ausführung mit zusätzlicher Seilwinde an der Front
- ZIS-151G – In diese Fahrzeuge wurde eine Reifendruckregelanlage verbaut.
- ZIS-151D – ZIS-151 mit einer Abschirmung der elektrischen Bauteile
- ZIS-121B – Ausführung als Zugmaschine für Sattelzüge
- ZIS-153 – Prototyp eines Halbkettenfahrzeugs auf Basis des ZIS-151, der jedoch nie in Serie gebaut wurde.
- ALM-32 – Feuerlöschfahrzeug mit Drehleiter
- ARS-12 – Dekontaminationsfahrzeug
- AChP-1,6 (russisch АХП-1,6) – mit integrierter Löschanlage zur Bekämpfung von Motorbränden mit Löschschaum
- AZ-4-151 – Tankwagen für Kraftstoff
- DKA-025 – mit einem Schaufelbagger-Aufsatz
- D-232 – Schneefräse auf dem Fahrgestell des ZIS-151
- KMM – ZIL-151A mit einer Faltbrücke und Abschirmung der elektrischen Komponenten
- PMZ-13 – Tanklöschfahrzeug
- PMZ-15 – Feuerlöschfahrzeug für Flughäfen
- PMZ-17 – Tanklöschfahrzeug
- WSK – mit Kompressoraufbau

Zudem basieren der Schützenpanzer BTR-152 und das Amphibienfahrzeug BAW (auch als ZIS-485 bezeichnet) auf dem Fahrgestell des ZIS-151. In der DDR wurden Autokräne auf dem ZIS-151 aufgebaut, die jedoch mehrheitlich als Reparationen an die Sowjetunion gingen. Eine weitere schwere Schneefräse auf Basis des ZIS-151 war das Modell D-262, das von 1951 bis 1958 gebaut wurde. Verschiedene Armeen nutzen den ZIS-151 zudem als Plattform für eine Version des Raketenwerfers Katjuscha, den BM-13.

## Technische Daten
Für das Grundmodell ZIS-151.
- Motor: Sechszylinder-Reihen-Ottomotor
- Motortyp: "ZIS-121"
- Leistung: 92 PS (68 kW)
- Hubraum: 5550 cm³
- Verdichtung: 6:1
- Tankinhalt: 2×150 l
- Verbrauch: 40 l/100 km, bis 55 l/100 km im Gelände
- Getriebe: manuelles Fünfgang-Schaltgetriebe, zweistufige Geländeuntersetzung
- Kupplung: Zweischeiben-Trockenkupplung
- Höchstgeschwindigkeit: 60 km/h
- Wattiefe: 0,8 m
- maximal befahrbare Steigung: 28°
- maximal befahrbares Gefälle: 25°
- Antriebsformel: 6×6

Abmessungen und Gewichte
- Länge: 6930 mm
- Breite: 2320 mm
- Höhe: 2310 mm (über Kabine), 2740 mm (über Plane)
- Radstand: 3665 mm + 1120 mm
- Spurweite vorne: 1590 mm
- Spurweite hinten: 1720 mm
- Bodenfreiheit: 260 mm
- Abmessungen der Ladefläche (L×B×H): 3565 mm × 2090 mm × 355 mm
- Wendekreis: 22,4 m
- Reifengröße: 8,25-20"
- Leergewicht: 5580 kg
- zulässiges Gesamtgewicht: 10.230 kg
- Zuladung: 4500 kg, 2500 kg im Gelände
- zulässige Anhängelast: 3600 kg